# Leonard Bernstein
Leonard Bernstein   (Lawrence, 25 d'agost de 1918 - Nova York, 14 d'octubre de 1990) fou un compositor, pianista i director d'orquestra estatunidenc. Va ser el primer director d'orquestra nascut als Estats Units que va obtenir èxit i reconeixement internacional. És conegut tant per la seva activitat al front de l'Orquestra Filharmònica de Nova York com per la seva tasca com a compositor d'obres que s'han fet molt populars, com ara els musicals On the Town, West Side Story, l'opereta Candide i l'original Mass.

## Biografia

### Infantesa
Bernstein va nàixer a Lawrence, Massachusetts, el 1918 en una família jueva procedent de Rivne, actual óblast de Rivne, Ucraïna. L'àvia va insistir a posar-li el nom de Louis, però els seus pares sempre el van anomenar familiarment Leonard, nom que ell també s'estimava més. Va canviar oficialment el seu nom, de "Louis" a "Leonard", als setze anys. Son pare, Sam Bernstein, era un home de negocis, i inicialment va oposar-se a la carrera musical del seu fill. Tot i això, el jove Bernstein assistia sovint a concerts simfònics. En una ocasió, va tenir l'oportunitat d'escoltar un recital de piano i va quedar immediatament captivat. Llavors va decidir començar a estudiar piano, sent encara un xiquet. Va ser alumne de les escoles Garrison i Boston Latin School. Quan son pare va assabentar-se de les lliçons de piano que rebia el seu fill va rebutjar pagar-les, de manera que Bernstein va haver de dedicar-se alhora a donar classes a altres alumnes, per a guanyar diners amb què poder pagar els seus propis estudis.

### Universitat
Després de graduar-se a la Boston Latin School l'any 1935, Bernstein va anar a la Universitat Harvard, on va estudiar música amb Walter Piston i on va estar associat breument al Harvard Glee Club. Després de concloure els estudis a Harvard va continuar el seu perfeccionament al Curtis Institute of Music a Filadèlfia (Pensilvània), on va rebre la qualificació "A", que Fritz Reiner mai no havia atorgat a cap alumne en la classe de direcció d'orquestra. Durant l'estada a Curtis, va tenir, entre altres professors, l'alemany Richard Stoehr, també va estudiar piano amb Isabella Vengerova i Heinrich Gebhard.

### Vida privada
Durant la seva joventut a Nova York, Bernstein va gaudir d'una vida sexual promíscua, generalment amb homes joves (Font: Leonard Bernstein de Burton). Després d'una llarga lluita interna i d'un turbulent i difícil compromís, va casar-se amb Felicia Montealegre Cohn el 9 de setembre de 1951, per tal d'augmentar segons fonts biogràfiques les oportunitats d'obtenir la direcció musical de la Boston Symphony Orchestra. Dimitri Mitropoulos, director en aquell temps de la Filharmònica de Nova York i un dels mentors de Bernstein, el va aconsellar que un matrimoni podria fer callar els rumors a propòsit de la seva vida sexual i apaivagar els ànims dels conservadors membres de la direcció de la BSO.
Leonard i Felicia van tenir tres fills, Jamie, Alexander i Nina. Durant molt de temps de la vida de casat, Bernstein va intentar ser discret amb les relacions extramatrimonials. Però en la mesura en què anava madurant, i amb el sorgiment i impuls del Moviment d'alliberament Gay, Bernstein va recollir prou valor per deixar Felicia per a conviure amb el seu company Tom Cothran. Felicia, al seu torn, va iniciar una relació amb l'actor Michael Wager. Temps després, Bernstein es va assabentar que a la seva esposa se li havia diagnosticat un càncer de pulmó. La relació amb Cothran s'havia deteriorat, de manera que Bernstein va tornar amb la seva esposa i va tenir cura d'ella fins que va morir (Font: Leonard Bernstein de Burton). Algunes persones, entre elles el seu fill Alexander, creuen que Bernstein essencialment es va sentir culpable de la mort de la seva esposa i es va sentir malament amb ell mateix (cites del documental de Lacy, Leonard Bernstein: Reaching for the Note). També s'ha apuntat que el seu estil de direcció després de la mort de Felicia esdevingué més ombrívol i pesant, més emocional, amb estructures amplament prolongades, tot i que alguns hi veuen un altre exemple de com l'artista, amb la maduresa, tendeix a exagerar el seu estil de direcció original.

### Llegat
Bernstein va ser molt admirat com a director d'orquestra, compositor, pianista i professor. Probablement les activitats que el van fer popular entre el gran públic van ser la direcció musical de la Filharmònica de Nova York, l'activitat com a director amb les millors orquestres del món i, per descomptat, per la música de West Side Story. Va compondre tres simfonies, dues òperes, cinc musicals i nombroses altres peces.

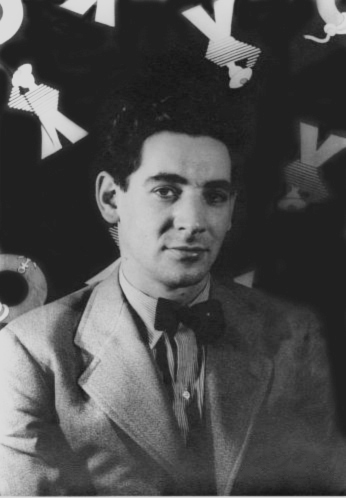
Leonard Bernstein l'any 1944

El 13 de novembre de 1943, amb el recent nomenament com a director assistent de la New York Philharmonic Orchestra, va fer el debut com a director, arran d'una malaltia de Bruno Walter, a qui va haver de substituir. Va obtenir un èxit immediat i va atènyer tot seguit la fama, atès que el concert havia estat emès per la ràdio. El solista d'aquell dia històric va ser el violoncel·lista Joseph Schuster, violoncel concertino de la New York Philharmonic, que va interpretar Don Quixote de Richard Strauss. Atès que Bernstein s'enfrontava per primera vegada a aquesta obra, Bruno Walter va treballar-la amb ell abans del concert. Després de la Segona Guerra Mundial la carrera internacional de Bernstein va començar a prendre impuls. L'any 1949 va dirigir l'estrena de la Turangalîla-Symphonie d'Olivier Messiaen. El 1958 va ser nomenat director musical de l'Orquestra Filharmònica de Nova York, una responsabilitat que va mantenir fins a l'any 1969. Va fer-se molt popular als Estats Units arran de l'aparició en diversos programes de televisió que pretenien la popularització de la música clàssica entre els joves.
L'any 1947 va dirigir per primera vegada a Tel-Aviv, començant una llarga relació amb Israel. El 1957, va dirigir el concert inaugural de l'Auditòrum Mann de Tel-Aviv; i posteriorment hi va realitzar diverses gravacions. El 1967 va dirigir un concert a la Muntanya Scopus en commemoració de la reunificació de Jerusalem. I el 22 de febrer de 1951 també va dirigir l'estrena de la segona simfonia de Charles Ives a Nova York, amb la Filharmònica de la mateixa ciutat.
A principis de la dècada de 1970, Bernstein va dirigir l'Orquestra Filharmònica de Viena, amb la qual va gravar de nou moltes obres que ja havia gravat amb la Filharmònica de Nova York, incloent-hi les integrals de les simfonies de Beethoven, Mahler, Brahms i Schumann.
El dia de Nadal de 1989, va dirigir la Simfonia núm. 9 de Beethoven al Schauspielhaus de Berlín Est, en commemoració de la caiguda del mur de Berlín. El concert va ser retransmès a més de vint països, amb una audiència estimada de 100 milions de persones. Per a l'ocasió, Bernstein va fer un canvi en el Cant de joia de Friedrich Schiller, substituint la paraula "joia" (Freude) per "llibertat" (Freiheit). "Estic segur de què Beethoven ens ho hauria autoritzat", va comentar Bernstein.
Bernstein va ser un director d'orquestra molt ben considerat pels músics, en particular pels membres de l'Orquestra Filharmònica de Viena i de l'Orquestra Filharmònica d'Israel, a les quals va dirigir amb regularitat. Va destacar sobretot en les interpretacions de les obres de Gustav Mahler, Aaron Copland, Johannes Brahms, Dmitri Xostakóvitx, George Gershwin (especialment la Rhapsody in Blue i An American in Paris), i per descomptat de les seves pròpies obres.
Leonard Bernstein va morir cinc dies després d'haver-se retirat. Va dirigir l'últim concert a Tanglewood, el 19 d'agost de 1990, amb l'Orquestra Simfònica de Boston, interpretant els Quatre interludis marins de l'òpera Peter Grimes de Benjamin Britten i la Setena Simfonia de Beethoven. Un persistent fumador durant llarg temps va patir d'emfisema. Va sofrir un atac de tos al mig de la interpretació de la simfonia de Beethoven que gairebé va arribar a fer cancel·lar el concert.
Bernstein està soterrat al Green-Wood Cemetery, a Brooklyn, Nova York.

## Distincions
- Premi Grammy al millor àlbum per a infants
- Premi Grammy a la millor interpretació orquestral
- Premi Grammy a la millor interpretació coral
- Premi Grammy a la millor gravació d'òpera
- Premi Grammy a la millor interpretació d'una obra vocal clàssica
- Premi Grammy a la millor interpretació d'una obra per a solista instrumental i orquestra
- Premi Grammy a la millor composició contemporània
- Premi Grammy al millor àlbum clàssic
- Premi Tony a la millor partitura original
- Premi Praemium Imperiale
- 1988: Brahmspreis

## Obres principals i data d'estrena

### Obres per al teatre
- Fancy Free (ballet), 1944
- On the Town (Musical), 1944
- Facsimile (ballet), 1946
- Peter Pan (cançons, música incidental), 1950
- Trouble in Tahiti (òpera en un acte), 1952
- Wonderful Town (musical), 1953
- La llei del silenci (música cinematogràfica), 1954
- L'Alouette (música incidental), 1955
- Candide (opereta), 1956 (revisada l'any 1958 i de nou el 1989)
- West Side Story (musical), 1957 (revisat l'any 1984)
- The Firstborn (música incidental), 1958
- Mass (obra de teatre per a cantants, actors i ballarins), 1971
- Dybbuk (ballet), 1974
- 1600 Pennsylvania Avenue, 1976
- A Quiet Place (òpera en dos actes), 1983
- The Race to Urga (musical), 1987

### Obres orquestrals
- Simfonia núm. 1, Jeremiah, 1942
- Fancy Free i Three Dance Variations from "Fancy Free," 1946
- Three Dance Episodes from "On the Town," 1947
- Simfonia núm. 2, The Age of Anxiety, (inspirada en W. H. Auden) per a piano i orquestra, 1949 (revisada el 1965)
- Serenade (sobre el Simposium de Plató) per a violí, orquestra de corda, arpa i percussió, 1954
- Prelude, Fugue and Riffs per a clarinet i orquestra de Jazz, 1949
- Suite simfònica sobre "La llei del silenci", 1955
- Suite simfònica sobre "West Side Story", 1961
- Simfonia núm. 3, Kaddish, per a orquestra, cor mixt, cor d'infants, locutot i soprano, 1963 (revisada el 1977)
- Dybbuk, Suites núm. 1 i 2 per a orquestra, 1975
- Songfest: A Cycle of American Poems for Six Singers and Orchestra, 1977
- Three Meditations from "Mass" per a violoncel i orquestra, 1977
- Slava! : una obertura política per a orquestra, 1977
- Divertimento for Orchestra, 1980
- Halil, nocturn per a flauta piccolo, flauta, percussió, arpa i corda, 1981
- Concert per a Orquestra, 1989 (Originalment "Jubilee Games" de 1986, revisat el 1989)

### Música coral per a església o sinagoga
- Hashkiveinu per a tenor, cor mixt i orgue, 1945
- Missa Brevis per a cor mixt, contratenor i percussió, 1988
- Chichester Psalms per a contratenor, cor mixt, orgue, arpa i percussió, 1965

### Música de cambra
- Sonata per a Clarinet i Piano, 1939
- Fanfare for Bima, per a quartet de trompeta (es va compondre com un homenatge d'aniversari a Koussevitzky amb la melodia que xiulava per a cridar el seu cocker spaniel)[2] (1948)
- Elegy for Mippy I, per a corno i piano (1948)
- Elegy for Mippy II, per a trombó (1948)
- Waltz for Mippy III, per a tuba i piano (1948)
- Rondo for Lifey, per trompeta i piano (1948)
- Brass Music, 1959
- Dance Suite, 1988

### Música vocal
- I Hate Music: A cycle of Five Kids Songs for Soprano and Piano (Odio la música: un cicle de cinc cançons infantils per a soprano i piano), 1943
- La Bonne Cuisine: Four Recipes for Voice and Piano (La bona cuina: quatre receptes per a veu i piano), 1948
- Àries i Barcarol·les per a mezzosoprano, baríton i piano a quatre mans, 1988
- A Song Album, 1988

### Altres
- Diverses peces per a piano
- Altres obres ocasionals, compostes com a regal o per a cerimònies de commemoració
- "The Skin of Our Teeth": Una obra inacabada,. Bernstein va utilitzar-ne el material per als seus "Chichester Psalms"

### Llibres
- Findings. New York: Anchor Books, 1993 has ISBN 0-385-42437-X.
- The Infinite Variety of Music. New York: Anchor Books, 1993. ISBN 0-385-42438-8.
- The Joy of Music, Amadeus Press edition, c 2004, ISBN 1-57467-104-9.
- The Unanswered Question. Cambridge, Mass: Harvard University Press, 1976. ISBN 0-674-92000-7.